# Oulunkylä (stacja kolejowa)
Oulunkylä (szw. Åggelby) – stacja kolejowa w Helsinkach w dzielnicy Oulunkylä, część kolei aglomeracyjnej. Znajduje się pomiędzy stacjami Käpylä (1,5 km) i Pukinmäki (3 km) na trasie linii kolejowej Helsinki – Riihimäki.
Obecnie budynek dworca, wybudowany w 1919 roku, jest nieczynny. Stacja nie posiada kas biletowych.
Przez stację Oulunkylä biegła historyczna linia do portu helsińskiego herttoniemen satamarata. Tutaj znajduje się również odgałęzienie łączące sieć kolejową w siecią metra helsińskiego.